# Rue Docteur Thielmans
La rue Docteur Thielmans est une voie située dans le quartier historique de Recouvrance à Brest, dans le Finistère. Elle porte le nom de Joseph Thielmans, médecin généraliste, qui habite et exerce dans la Tour Tanguy avant la Seconde Guerre mondiale.

## Situation et accès
Elle se situe à proximité de la Tour Tanguy. On la rejoint en véhicule depuis la rue de la porte en passant par la rue Bouillon. On y accède aussi à pied par un escalier depuis la place Henri Ansquer.

## Origine du nom
Le nom de cette rue commémore le docteur Joseph Thielmans, dernier résident privé de la Tour Tanguy. Cette tour médiévale, emblématique de Brest, fut gravement endommagée lors des combats de 1944, notamment par un incendie. Le docteur Thielmans, qui y résidait et exerçait sa profession de médecin généraliste, dut alors quitter ses lieux. En hommage à son engagement et à son attachement au quartier, la ville de Brest décida de donner son nom à une rue voisine de la tour.

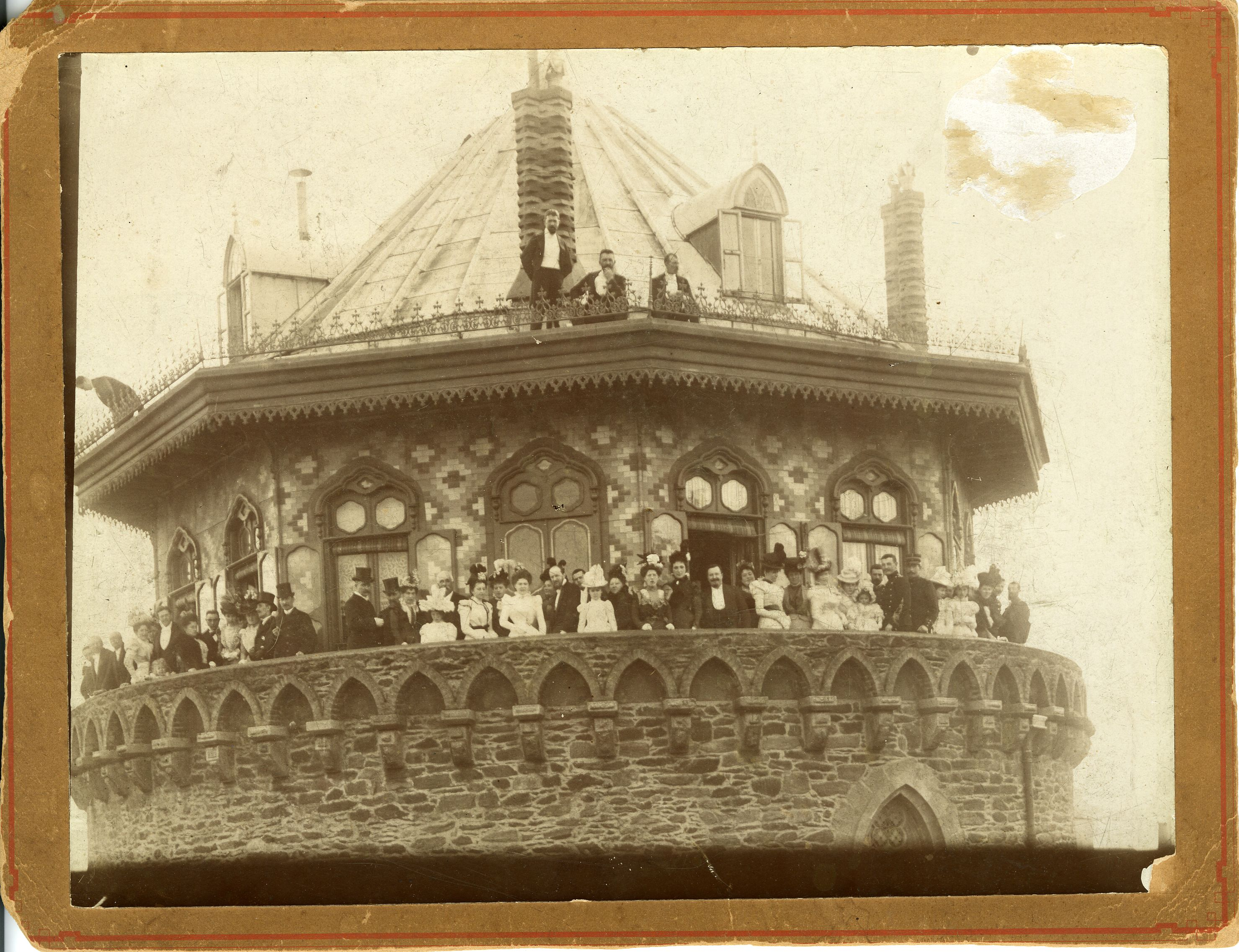
Portrait de mariage de Joseph Thielmans et de Madeleine Liégard.
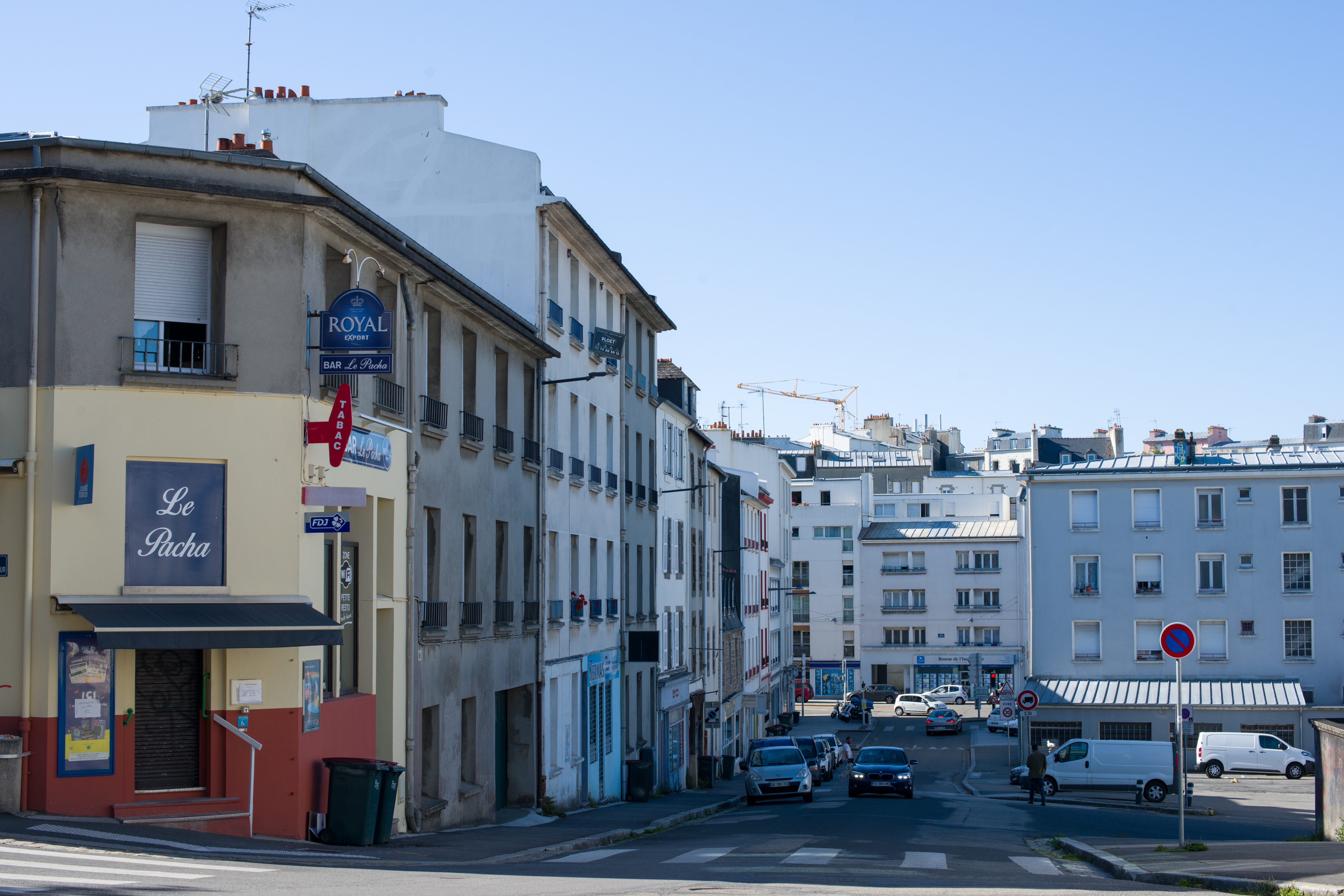
les accès à la rue Thielmans dans la rue Bouillon.

## Historique
À l’époque médiévale, ce secteur de Recouvrance se caractérisait par des rues étroites et sinueuses et des escaliers plongeant vers les quais de la Penfeld. La proximité de la Tour Tanguy, construite vraisemblablement au XIVᵉ siècle pour surveiller l’entrée de la Penfeld, témoigne de l’importance défensive et stratégique de la zone. La Tour Tanguy a servi, entre autres, de siège à la justice seigneuriale et, plus tard, d’habitation.
Lors des combats de 1944, la tour fut touchée par un incendie qui força le médecin à la quitter.
Après la Seconde Guerre mondiale, les immeubles du quartier de Recouvrance était presque tous totalement détruit. Lors de la reconstruction, le plan de circulation est transformé et les habitations sont reconstruites. La Tour Tanguy est restaurée et transformée en musée, inauguré en 1962, afin de préserver la mémoire du Brest d’avant-guerre. C'est dans ce contexte que la dénomination de la rue Docteur Thielmans fut décidée pour souligner le rôle symbolique du médecin et pour commémorer les souffrances et la renaissance de la ville.